# کارل کرامار
کارل کرامار (انگلیسی: Karel Kramář؛ ۲۷ دسامبر ۱۸۶۰ – ۲۶ مهٔ ۱۹۳۷) سیاستمدار اهل چکسلواکی بود. وی از ۱۴ نوامبر ۱۹۱۸ تا ۸ ژوئیه ۱۹۱۹ اولین نخست‌وزیر چکسلواکی بود.
کارل کرامار در ۲۶ مه ۱۹۳۷، در سن ۷۶ سالگی درگذشت.